# Kostelecké Končiny
Kostelecké Končiny jsou osada v okrese Náchod, asi 2,5 km východně od centra města Červený Kostelec. Severní část spadá do místní části Horní Kostelec města Červený Kostelec. Větší, jižní část tvoří spolu s osadou Zábrodské Končiny místní část Končiny obce Zábrodí. Zábrodská část vesnice je statisticky vedena jako základní sídelní jednotka Kostelecké Končiny, červenokostelecká část vesnice je součástí ZSJ Horní Kostelec. Severně od Kosteleckých Končin, mezi nimi a Horním Kostelcem, stojí Končinský kopec (529 m n. m.).

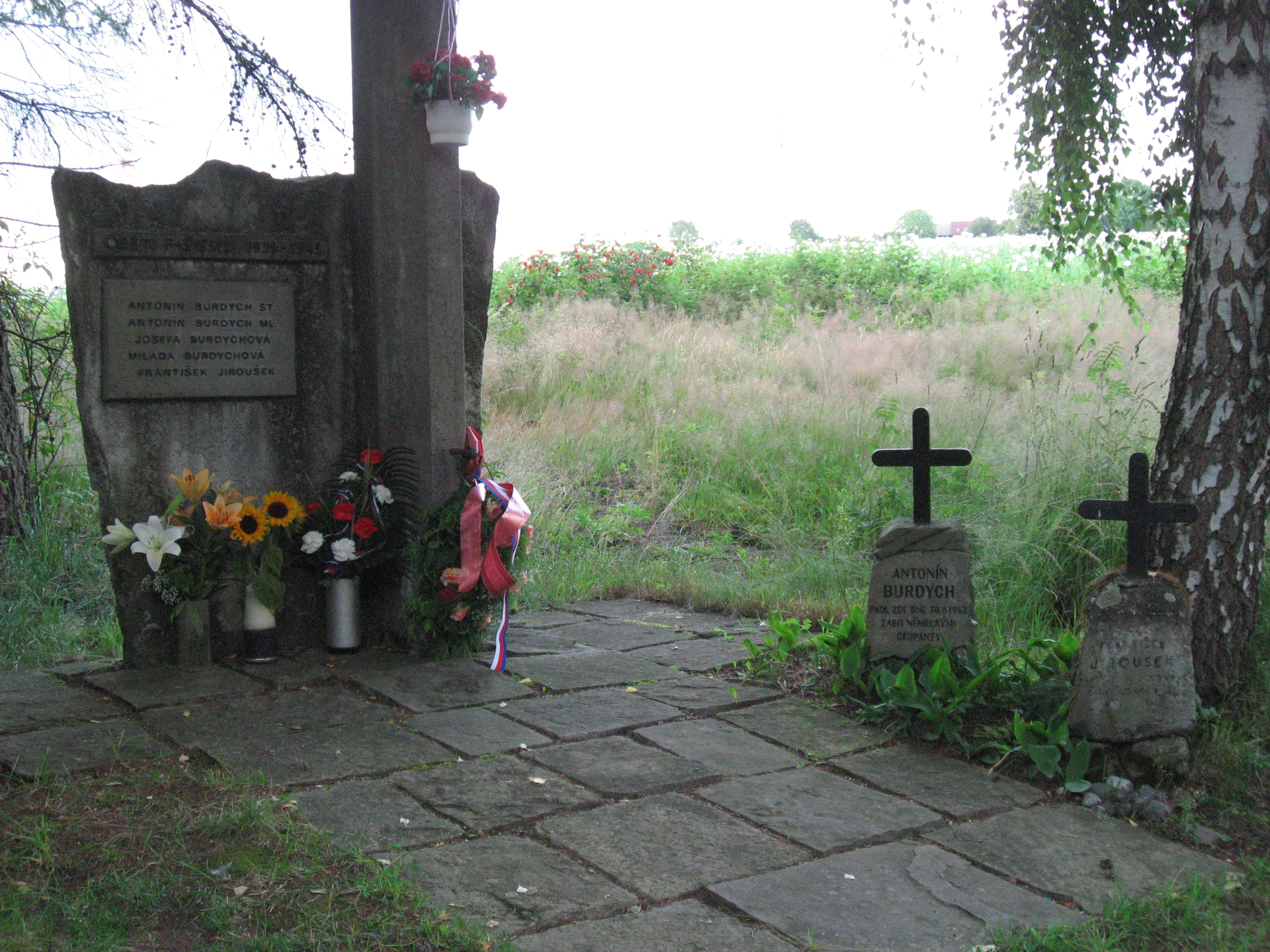
Památník v lesíku na Končinách, kde byl postřelen Antonín Burdych mladší

Za druhé světové války, v červnu 1942, se v Kosteleckých Končinách na usedlosti Burdychových ukrýval výsadkář skupiny Silver A Jiří Potůček s vysílačkou Libuší. Gestapo zde 30. června 1942 provedlo zátah. Radista Jiří Potůček se prostřílel z obklíčení a unikal ještě několik dnů, Antonín Burdych mladší byl na útěku postřelen a zemřel. Další členové rodiny byli nacisty popraveni.